# کارگا لیگوره
کارگا لیگوره (به ایتالیایی: Carrega Ligure) یک کومونه در ایتالیا است که در استان آلساندریا واقع شده‌است.

## خصوصیات
کارگا لیگوره ۵۶٫۶۷ کیلومترمربع مساحت و ۱۰۹ نفر جمعیت دارد و ۹۵۸ متر بالاتر از سطح دریا واقع شده‌است.

## نگارخانه

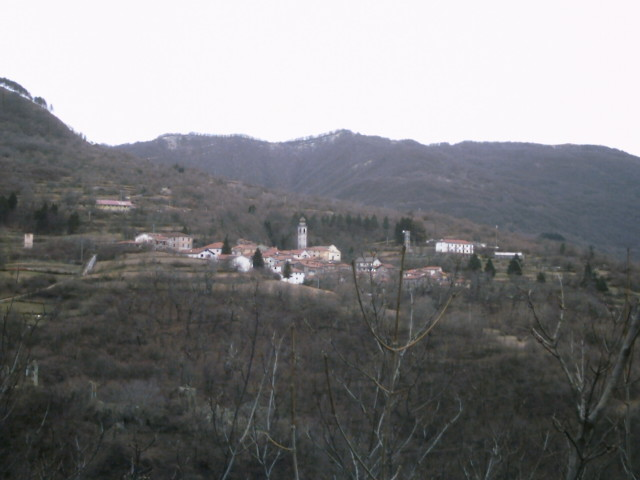